# Marcella De Palma
Marcella De Palma (Bari, 9 giugno 1956 – Roma, 8 marzo 2000) è stata una giornalista e conduttrice televisiva italiana.

## Biografia
Cominciò a lavorare in Rai nel 1978. Nata e cresciuta professionalmente nel programma Mixer, con Giovanni Minoli, raccontò per quel programma diverse storie di disagi e povertà: dalle esclusive sulla mafia ai reportage sulle drammatiche condizioni di vita delle carceri ruandesi.
Come inviata di guerra visse esperienze professionali molto forti (era in Bosnia quando fu fatto saltare il ponte di Mostar, poi in Somalia durante la sanguinosa guerra civile e in Cecenia durante il primo anno di guerra con la Russia). Il 29 aprile 1996 fu inviata presso Černobyl' dove visitò il "sarcofago" della centrale nucleare che in quel periodo stava cedendo. Nonostante l'esposizione mediatica, trovò la sua consacrazione definitiva nell'immaginario televisivo solo a quarant'anni, come appassionata conduttrice della trasmissione Chi l'ha visto?. Il 30 settembre 1997 debuttò come conduttrice dello storico programma di Rai 3 prendendo il posto di Giovanna Milella e riscosse successo fra il pubblico grazie allo stile da giornalismo da campo, scientifico e al tempo stesso appassionato, capace anche di commuoversi. Il suo stile, sobrio ma attento ai particolari, si sostanziava di rispetto, di voglia di verità, di sensibilità e di cuore.
È deceduta l'8 marzo 2000, a 43 anni, a causa di un tumore ai polmoni. Nonostante la malattia, aveva tenuto a condurre il programma fino a pochi giorni prima della morte. Durante una delle ultime puntate, dopo un piccolo errore in diretta e probabilmente a causa delle cure a cui si stava sottoponendo, disse: «scusate per l'errore, ce ne saranno altri, non è una sera facile».